# Gianduiotto

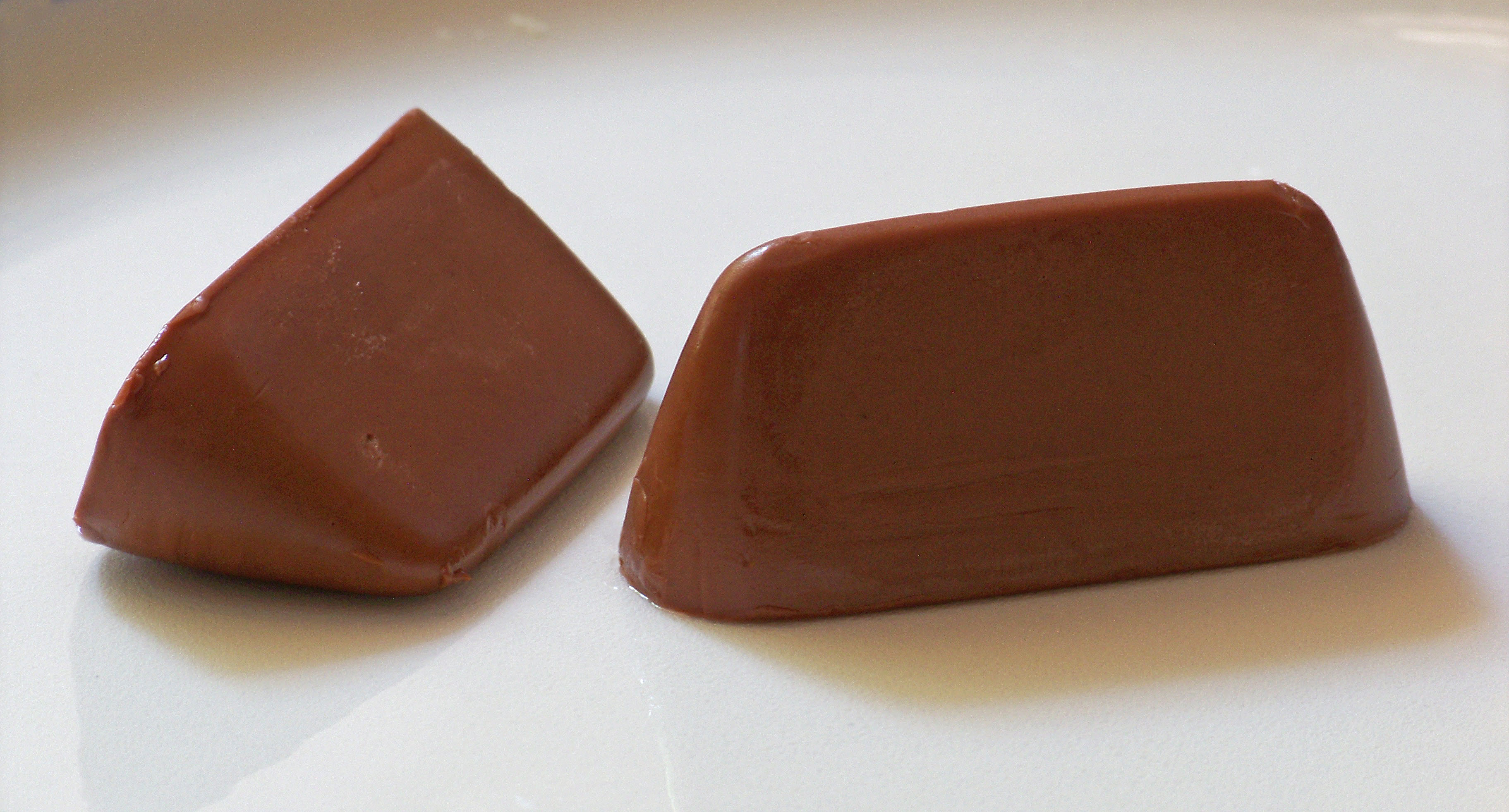
Gianduiotto

Gianduiotto – rodzaj czekoladki typowy dla Piemontu. Są to praliny produkowane w Turynie. Wynalazł je Caffarel, najbardziej znany piemoncki cukiernik.
Mają formę odwróconej łodzi i są zawinięte w złotą lub srebrną folię. Uzyskuje się je przez zmieszanie kakao i cukru z orzechami laskowymi.
Po raz pierwszy w obecnej formie słodycz ten został zaprezentowany na balu maskowym turyńskiego Gianduja (od którego wziął nazwę) w czasie karnawału w 1865 roku. Za czasów napoleońskich dostawy kakao do Europy zostały zmniejszone, jednak popyt na ten produkt wzrastał. Michele Porchet zdecydował aby zmienić skład znanych czekoladek, dodał do nich orzechy laskowe zmniejszając tym samym zawartość kakao. Nadzienie składało się więc z drobno posiekanych orzechów, kakao i  masła kakaowego.
Mimo wysokiej jakości orzechów używanych do nadzienia, początkowo nie potrafiono nadać im ładnego kształtu; duże bloki były krojone ręcznie, co nie nadawało im atrakcyjnego wyglądu.